# 卢春房
卢春房（1956年5月15日—），河北蠡县人，中国铁路建设管理专家。

## 生平
1982年毕业于西南交通大学。2007年毕业于清华大学，获硕士学位。2017年当选为中国工程院院士。